# Cascades Hanakapiai
Les cascades Hanakapiai o cascades Hanakāpīʻai són unes cascades d'aproximadament 91 m d'altura situades a Hawaii (Estats Units d'Amèrica), al costat de Na Pali de l'illa de Kauai. Les cascades es descriuen com «magnífiques però desafiants». Es pot arribar a elles després d'una caminada d'aproximadament 3,2 km des de la platja de Hanakāpīʻai. El sender no es conserva i és una excursió d'un dia per a excursionistes físicament sans.